# Głąbowo
Głąbowo (deutsch Glombowen, 1938–1945 Leithof) ist ein Ort in der polnischen Woiwodschaft Ermland-Masuren und gehört zur Stadt- und Landgemeinde Ryn (Rhein) im Powiat Giżycki (Kreis Lötzen).

## Geographische Lage
Głąbowo liegt am Westufer des Jezioro Orło (deutsch Orlener See, 1938–1945 Arlener See) in der östlichen Mitte der Woiwodschaft Ermland-Masuren. Bis zur Kreisstadt Giżycko (Lötzen) sind es 17 Kilometer in nordöstlicher Richtung, die Stadt Ryn ist 2 Kilometer in nördlicher Richtung entfernt.

## Geschichte
Das Gründungsjahr des Gutsdorfs Glombowen war das Jahr 1416. Damals erhielt Jacob Leitzmann, Kundschafter des Ordens, das Gut als Geschenk.
Gutsbesitzer waren im 17. und 18. Jahrhundert die Familien Borowski, von Dönhoff und von Packemohr. Letzter Eigentümer war Georg Freyensänger. Das Gutsgebäude befindet sich heute in Privatbesitz. Im Gutshaus aus der zweiten Hälfte des 19. Jahrhunderts mit 23 Zimmern erinnern noch einige Räume mit Kreuzgewölben an die Entstehungszeit.
Im Jahr 1785 wurde Glombowen als „adliges Gut“ mit acht Feuerstellen erwähnt, 1818 als „Hauptgut“ mit drei Feuerstellen bei 31 Seelen. Im Jahr 1874 kam das Dorf zum neu errichteten Amtsbezirk Orlen (polnisch Orło).
Dieser – von 1938 bis 1945 Amtsbezirk Leithof genannt – gehörte bis 1945 zum Kreis Lötzen im Regierungsbezirk Gumbinnen (1905–1945 Regierungsbezirk Allenstein) in der preußischen Provinz Ostpreußen.
Von 1874 bis 1913 gehörte Glombowen zum Standesamt Orlen, von 1913 bis 1945 zum Standesamt der Stadt Rhein (polnisch Ryn).
Im Jahr 1910 wurden in Glombowen 111 Einwohner gezählt. Aufgrund der Bestimmungen des Versailler Vertrags stimmte die Bevölkerung im Abstimmungsgebiet Allenstein, zu dem Glombowen gehörte, am 11. Juli 1920 über die weitere staatliche Zugehörigkeit zu Ostpreußen (und damit zu Deutschland) oder den Anschluss an Polen ab. In Glombowen stimmten 80 Einwohner für den Verbleib bei Ostpreußen, auf Polen entfielen keine Stimmen.
Am 30. September 1928 verlor das Dorf seine Eigenständigkeit und wurde in die Landgemeinde Orlen (1938–1945 Arlen) eingemeindet, und seit dem 3. Juni (amtlich: 16. Juli) 1938 trug es den neuen Namen Leithof.
In Kriegsfolge kam das Dorf 1945 mit dem gesamten südlichen Ostpreußen zu Polen und heißt seitdem Głąbowo. Heute ist es eine Ortschaft im Verbund der Stadt- und Landgemeinde Ryn (Rhein) im Powiat Giżycki (Kreis Lötzen), bis 1998 der Woiwodschaft Suwałki, seither der Woiwodschaft Ermland-Masuren zugeordnet.

## Religionen
Bis 1945 war Glombowen in die Evangelische Pfarrkirche Rhein in der Kirchenprovinz Ostpreußen der Evangelischen Kirche der Altpreußischen Union sowie in die Katholische Pfarrkirche St. Bruno Lötzen im Bistum Ermland eingepfarrt. Heute ist Głąbowo Teil der evangelischen Kirchengemeinde in Ryn in der Diözese Masuren der Evangelisch-Augsburgischen Kirche in Polen sowie der katholischen Pfarrkirche Unbefleckte Empfängnis Mariä in Ryn im Bistum Ełk (Lyck) der Römisch-katholischen Kirche in Polen.

## Verkehr
Głąbowo liegt verkehrsgünstig an der Woiwodschaftsstraße DW 642 unmittelbar vor den Toren der Stadt Ryn (Rhein).
Ein Bahnanschluss besteht nicht mehr. Bis 1971 war der Ort Bahnstation an der Kleinbahnverbindung (Rastenburg–) Reimsdorf–Rhein der Rastenburger Kleinbahnen, die dann mangels Rentabilität stillgelegt und deren Trasse demontiert wurde.